# 德班理工大学
29°51′05″S 31°0′26″E / 29.85139°S 31.00722°E
德班理工大学（Durban University of Technology），是位于南非夸祖鲁-纳塔尔省的一所大学。德班理工大学原名德班理工学院，2002年由（Technikon Natal）和索尔塔理工学院（ML Sultan Technikon）合并而成。
德班理工大学在德班有4个校区，在彼得马里茨堡有两个校区。